# Josefa Camejo
Josefa Camejo   (península de Paraguanà, 18 de maig de 1791 - Ciudad Bolívar, c. 1862) Josefa Venancia de l'Encarnació Camejo, també coneguda com a La Camejo i Donya Ignacia, va ser una de les líders que va lluitar, com altres dones de l'època, a la guerra d'independència de Veneçuela donant suport a la causa patriòtica.

## Biografia

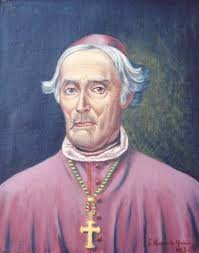
Monsenyor Mariano de Talavera i Garcés, oncle de Josefa Camejo.

Filla de Miguel Camejo i de Sebastiana Talavera i Garcés, els seus pares eren els propietaris del fundo en el qual vivia, Aguaque, situat a la península de Paraguaná.
Va assistir a l'escola a la ciutat de Coro i després va ser enviada pels seus pares a Caracas a prosseguir els seus estudis. Allà va conèixer els inicis de la independència de Veneçuela, que es van produir el 19 d'abril de 1810. El 1811, amb vint anys, es va traslladar a viure amb la seva mare a Barinas on les esperava el seu oncle, monsenyor Mariano de Talavera i Garcés, que va ser secretari de la Junta Patriòtica de Mèrida i que va tenir gran influència en l'educació de la seva neboda.
Davant l'ofensiva dels  realistes, i encoratjada pel seu oncle, Josefa Camejo va reunir un nombrós grup de dones que volien participar en la lluita armada, i sol·licitar al governador de la Província, Pedro Briceño del Pumar, que es comptés amb elles per a la lluita, assegurant-li que:
| « | «El sexe femení, Senyor governador, no tem els horrors de la guerra, més aviat, l'esclat del canó no farà més que encoratjar, el seu foc encendrà el desig de llibertat, que sostindrà a qualsevol preu en obsequi de terra patri […] » | » |

En 1813 va contreure matrimoni amb Juan Nepomuceno Briceño Méndez, va haver de refugiar-se de l'avanç dels realistes traslladant-se a Bogotà, on naixeria el seu primer fill, Wenceslao. Josefa s'encarrega de la desocupació de Barinas, conduint tota la caravana fins a la seva destinació, si bé en la travessia va morir la seva mare ofegada en creuar el riu Santo Domingo. Embarassada, davant la  massacre d'Ocumare del Tuy, es trasllada a Bogotà en on roman fins a la batalla de Boyacá en 1819, el triomf li permet el retorn i reunir-se amb el seu marit.
En 1820, el seu oncle Mariano li encarrega aturar la insurrecció de Paraguaná, que aconsegueix reduir, disposant per a això d'armes i derrotant a Baraived el cap realista Chepito González, aconseguint la incorporació de la Provincia de Coro a la independència nacional el 3 de maig de 1821 i preparant l'arribada de les tropes del general Rafael Urdaneta.
Va tornar a Barinas on estava la seva filla Teotiste i el seu marit ja molt malalt va morir.

## Lectura feminista de l'escrit de les barinesas
Tot i que la historiografia ha recollit la participació d'algunes dones que van prendre les armes, a mesura que avança la investigació històrica amb enfocament de gènere, hi ha testimonis i cartes que demostren que les dones van participar en política, col·laborant en activitats conspiratives, organitzant reunions, actuant com correus i en accions bèl·liques.
En l'anàlisi de la participació de les dones en la independència de Veneçuela, s'ha de considerar l'heterogeneïtat predominant en països llatinoamericans en què la configuració de la ciutadania s'ha estructurat sobre les diferències de gènere, d'ètnia, Divisió sexual del treball i sobre la distribució desigual i el control dels recursos de poder.
Les dones que van signar l'escrit, a més de Josefa, van ser, entre d'altres, Nicolasa Briceño, María Miyares i Concepció Villafañe. Totes estaven al corrent dels fets polítics i de les accions militars:
| « | Que noticioses de la invasió que intenten els guayaneses en el punt de S. Fernando, i que ha estat forçós dirigir tota la força que havia de guarnició en aquesta plaça a aquell posta | » |

Van expressar el seu descontentament amb el fet que «no s'hagi comptat amb elles per protegir la seva seguretat».
Advertint que la flaquesa és una cosa que s'atribueix a el sexe definit com feble, van afirmar:
| « | «No es pot concebre que actuïn per si mateixes, perquè la seva seguretat està en perill, perquè individualment es consideren capaces de fer-ho. Fins al sacrifici s'assumeix que la dona l'ofereix per un altre i que està obligada a ell, per la condició que resulta de la seva relació amb algun home.» | » |

## Reconeixements

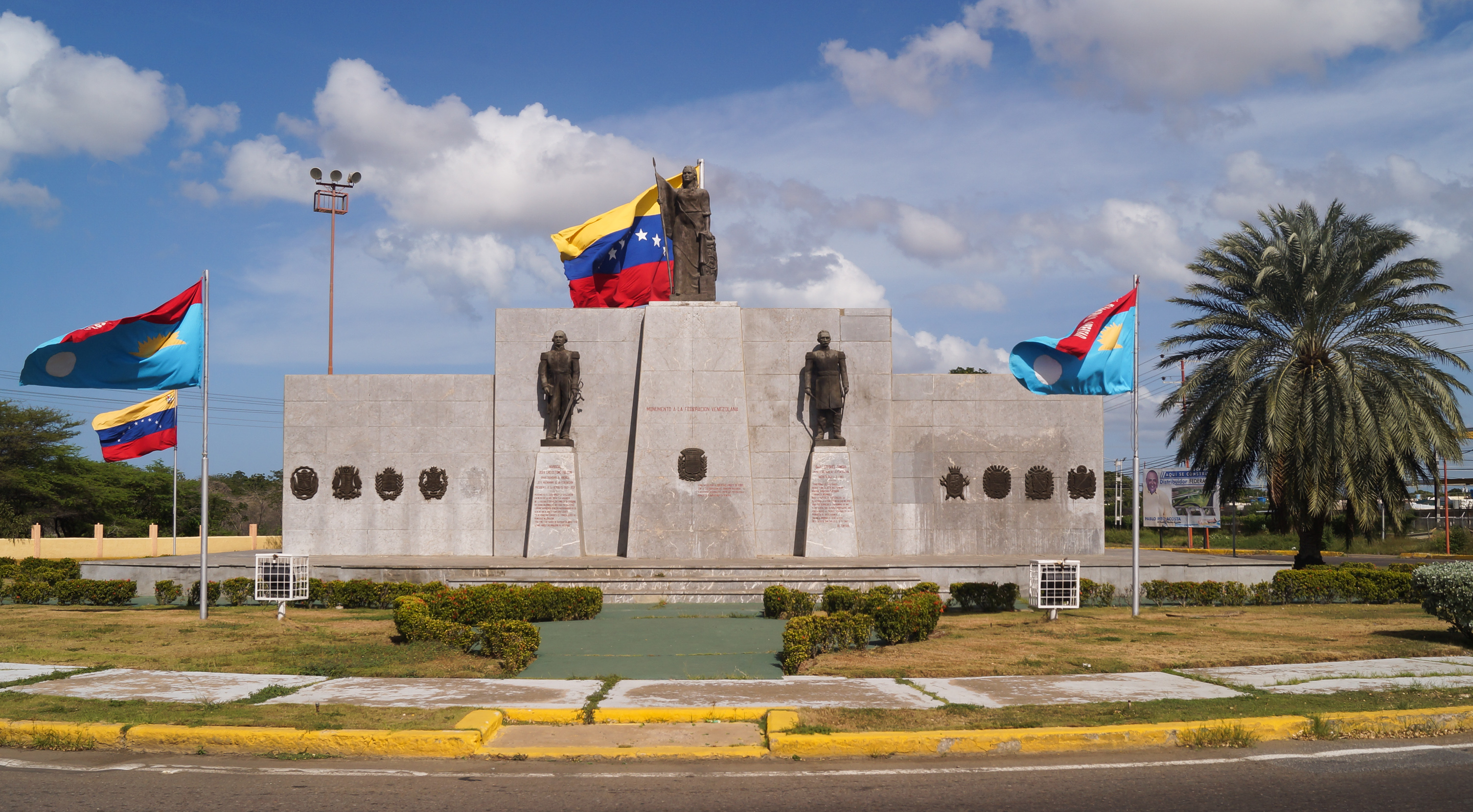
A Coro, monument a la Federació Veneçolana. A la part central del monument destaca l'escultura que representa l'heroïna falconiana Josefa Camejo.

- El 8 de març de 2002, Dia Internacional de la Dona, el president de Veneçuela va realitzar la cerimònia d'incorporació simbòlica de l'heroïna Josefa Camejo a l' Panteó Nacional.
- El  aeroport internacional de Falcón, Estat en què va néixer Josefa Camejo, porta el seu nom.
- A la ciutat de Coro hi ha un monument a la Federació Veneçolana que a la part central destaca l'escultura que representa l'heroïna falconiana Josefa Camejo.
- Al Pueblo Nuevo, la plaça Josefa Camejo.